# Antoine Louis du Houx de Vioménil
 (novembre 2014).
Antoine Louis du Houx de Vioménil (Fauconcourt, 7 janvier 1745 - Châteaudun, 20 octobre 1821) suivit les traces de ses cousins (Antoine Charles du Houx de Vioménil, Charles du Houx de Vioménil) dans la carrière des armes. Comme eux, il servit dans les volontaires du Dauphiné et dans la légion de Lorraine. Il accompagna le baron Antoine en Pologne, avec le grade de capitaine, et y donna des preuves du plus grand courage à la prise du château de Cracovie, où il tua de sa main trois sentinelles russes. Il fut ensuite le premier aide de camp du même général en Amérique, et mourut quelques années plus tard.

## Source
« Antoine Louis du Houx de Vioménil », dans Louis-Gabriel Michaud, Biographie universelle ancienne et moderne : histoire par ordre alphabétique de la vie publique et privée de tous les hommes avec la collaboration de plus de 300 savants et littérateurs français ou étrangers, 2e édition, 1843-1865 [détail de l’édition]